# Фрисвад, Йенс Кристиан
Йенс Кри́стиан Фри́свад (дат. Jens Christian Frisvad, род. 1952) — датский миколог и биохимик, специалист по систематике, биохимии и экологии грибов из родства Penicillium и Aspergillus, профессор Датского технического университета.

## Биография
Учился в Датском техническом университете на химика-технолога, специализируясь на органической химии и микологии. В 1976 году получил степень магистра наук по микологии пищевых продуктов.
В 1982 году Фрисвад стал обладателем степени доктора философии по микологии. В 1998 году защитил диссертацию доктора технологии по теме «Вторичные метаболиты и концепции вида у родов Penicillum и Aspergillus».
В 1994 году работал в Вайомингском университете с Мартой Кристенсен, занимаясь изучением разнообразия пенициллов. Активно сотрудничает с Робертом Самсоном, ещё одним специалистом по систематике этой группы грибов.
С 2001 года Фрисвад — полный профессор промышленной микологии Датского технического университета.
Член Микологического общества Америки и Британского микологического общества.
Автор и соавтор целого ряда работ по систематике и разнообразию родов Aspergillus, Penicillium, Paecilomyces, Talaromyces.

## Некоторые публикации
- Frisvad J. C., Samson R. A. Polyphasic taxonomy of Penicillium subgenus Penicillium: A guide to identification of food and air-borne terverticillate Penicillia and their mycotoxins // Studies in Mycology. — 2004. — Vol. 49. — P. 1—174.
- Frisvad J. C., Samson R. A. Phylogeny of Penicillium and the segregation of Trichocomaceae into three families // Studies in Mycology. — 2011. — Vol. 70. — P. 1—51.
- Frisvad J. C., Hubka V., Ezekiel C. N. et al. Taxonomy of Aspergillus section Flavi and their production of aflatoxins, ochratoxins and other mycotoxins // Studies in Mycology. — 2019. — Vol. 93. — P. 1—63.